# Ablabus
Ablabus is een geslacht van kevers uit de familie somberkevers (Zopheridae), die voorkomen op het zuidelijk halfrond.
De geslachtsnaam werd in 1880 gepubliceerd door Thomas Broun.
Broun vormde het geslacht voor soorten uit Nieuw-Zeeland die qua uiterlijk vallen tussen Endophloeus en Ulonotus (dit is een synoniem van Pristoderus). Ablabus verschilt van Pristoderus in de "knuppel"-structuur van de voelsprieten (3 segmenten aan het uiteinde bij Pristoderus tegen 2 bij Ablabus en Endophloeus) en van Endophloeus door de diep ingesneden zijden van de prothorax.

## Soorten
Deze lijst is mogelijk niet compleet.
- A. crassulus
- A. crassus
- A. discors
- A. ornatus
- A. serratus